# Felsenburg

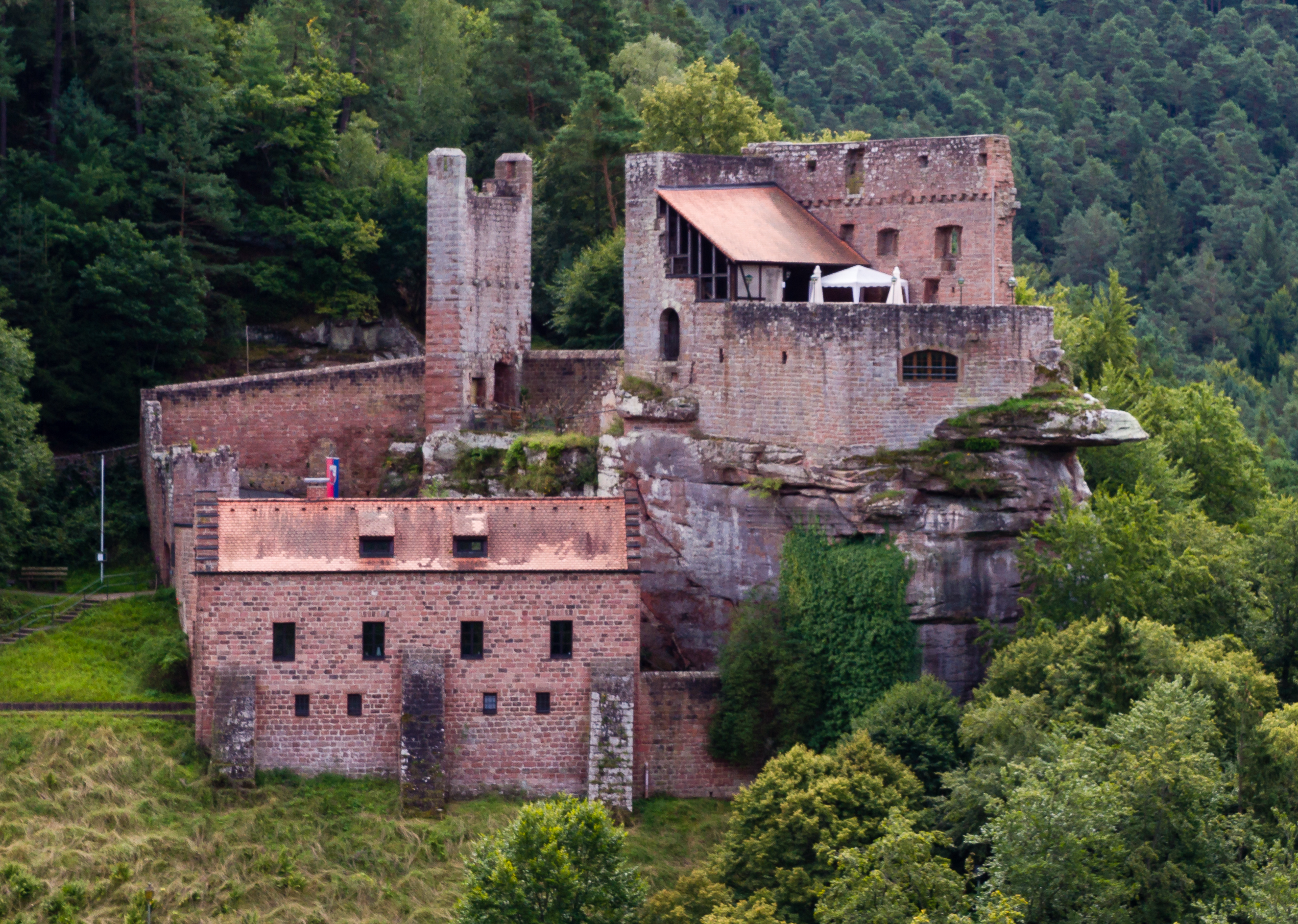
Burg Spangenberg (Pfälzerwald), Oberburg (Kernburg) auf und Unterburg (Vorburg) vor dem Burgfelsen

Eine Felsenburg ist eine mittelalterliche Burg, bei der natürliche Felsformationen unmittelbar in die Wehranlagen einbezogen sind und den Aufbau der Anlage prägen. Topographisch gehören Felsenburgen zur Gruppe der Höhenburgen.

## Anlage

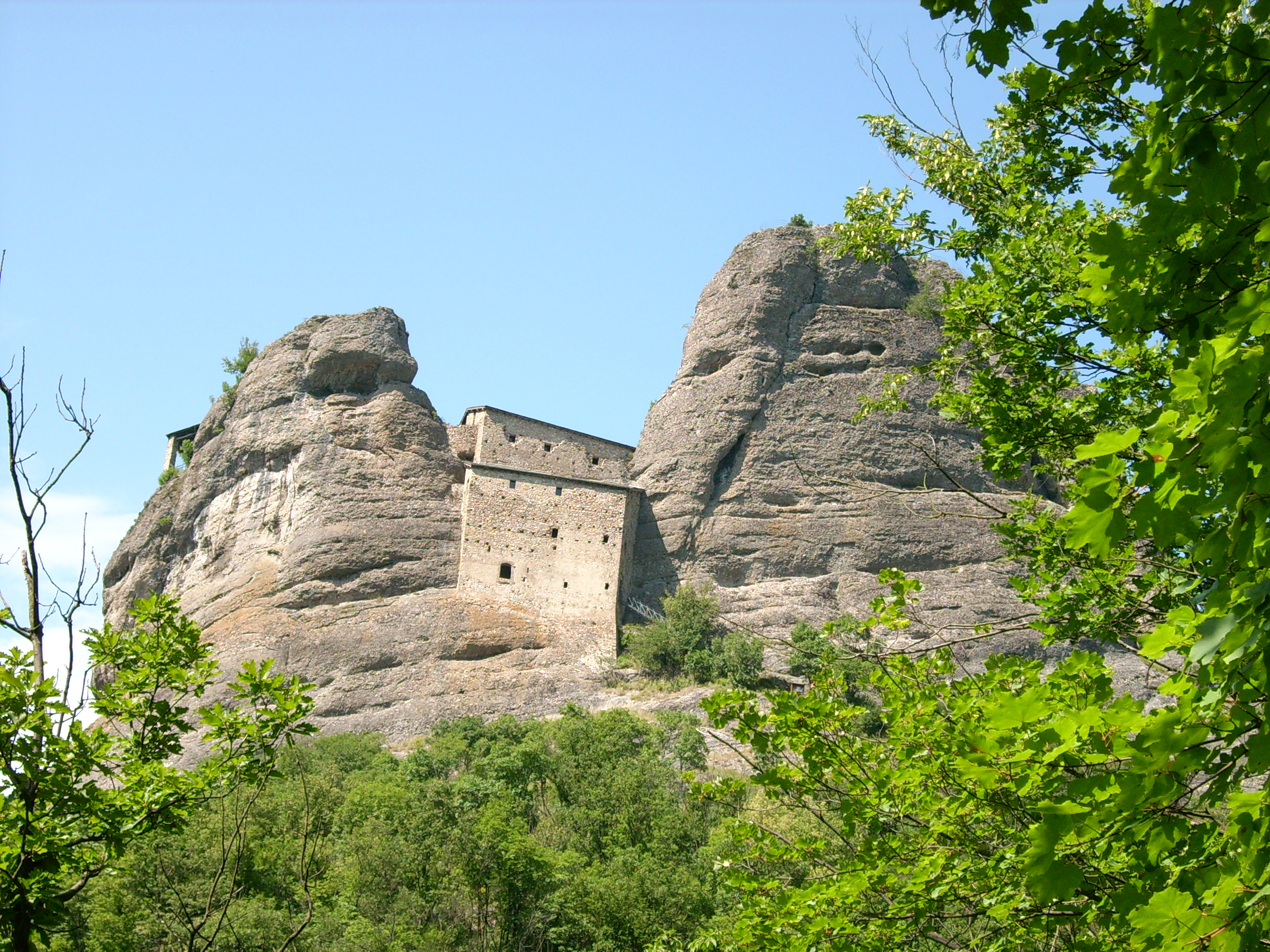
Castello della Pietra, Ligurien

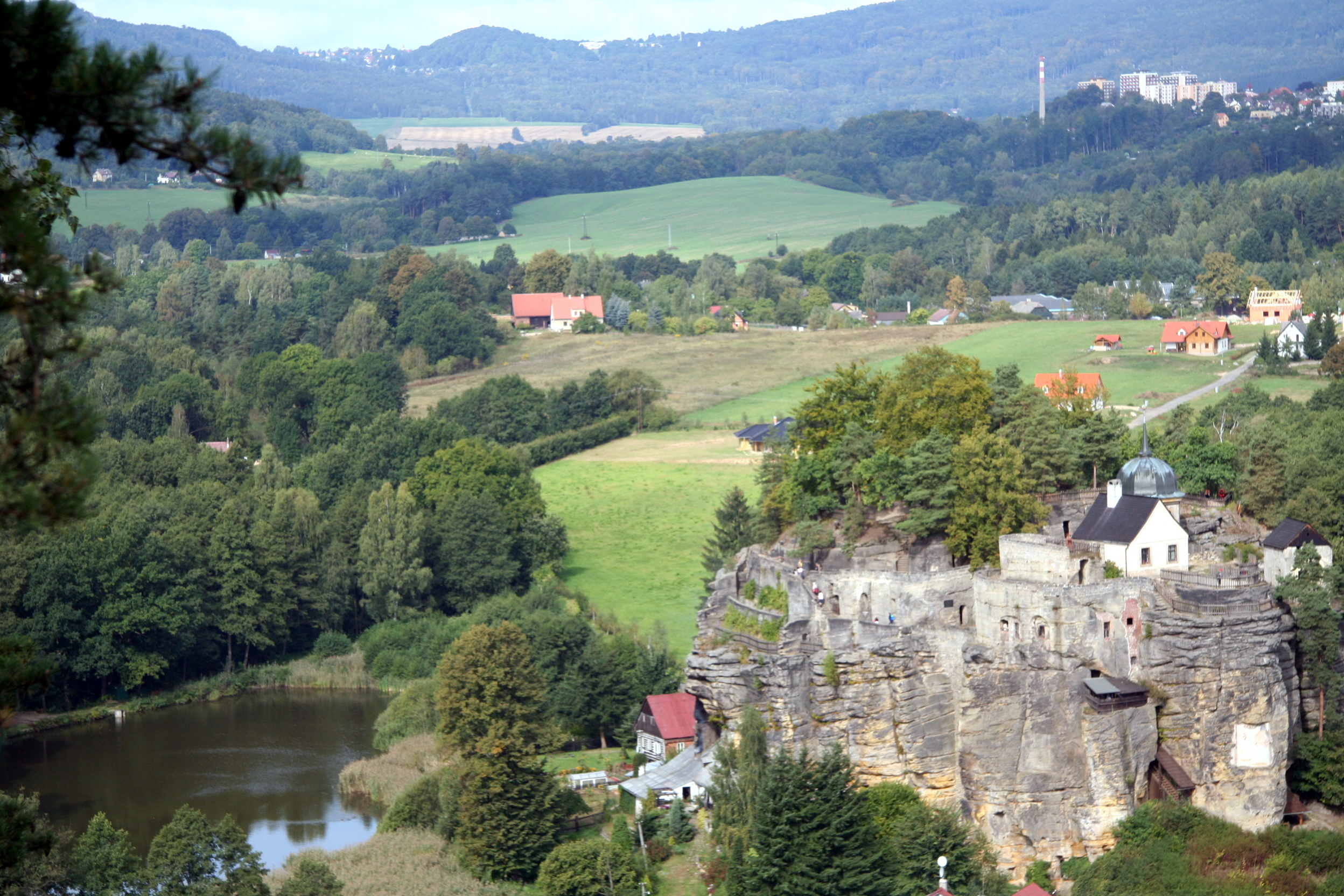
Felsenburg Sloup, Lausitzer Gebirge (Einsiedelei Bürgstein)

Im Unterschied zu gewöhnlichen Höhenburgen, die den anstehenden Fels als Untergrund für die einzelnen Bauten nutzen, wird bei Felsenburgen die gesamte Anlage der Burg durch natürliche, oft solitär stehende Felsformationen wie Felsnadeln oder Klippen bestimmt. Typisch für eine Felsenburg ist ihre Gründung auf einem Felsen, der auch ohne größeren Ausbau als Befestigungsanlage dienen kann. Bei einfachen Wehranlagen dieser Art kann der Felsen über Leitern erreicht werden, die bei Gefahr hochgezogen werden. Felsenburgen bezogen den Felsuntergrund in die Architektur ein, bestanden aber im Wesentlichen aus steinernen oder hölzernen Auf- und Anbauten, während Höhlenburgen von natürlichen oder künstlichen Hohlräumen im anstehenden Fels geprägt sind – sie stehen nicht primär auf dem Felsen, sondern in ihm. Entscheidend für den Grad und die Form des Ausbaus sind meist die morphologischen Gegebenheiten des Felsens.
Der Burgfelsen ist immer in die Anlage einbezogen. Wenn das Gestein leicht zu bearbeiten ist (beispielsweise Sandstein), werden aus ihm Räume, Gänge, Treppen, Brunnenschächte und Zisternen herausgeschrotet. Die aus Holz oder Stein errichteten Gebäude auf und am Burgfelsen nutzen den Burgfelsen als Fundament oder Wand. Reste von Holzbauten sind heute in der Regel nicht erhalten, jedoch kann man ihre Lage und ihr Aussehen über die in den Felsen verbliebenen Balkenlöcher und Balkenauflagen teilweise rekonstruieren.
Felsenburgen kommen in größerer Zahl in der südlichen Pfalz (Pfälzerwald), im nördlichen Elsass (Nordvogesen) sowie in Nordböhmen und der Sächsischen Schweiz vor, wo große Sandsteinfelsen die Voraussetzung für den Bau sind.
Die meisten Felsenburgen sind heute nicht mehr erhalten. Oft wurden die Anlagen geschleift und von den Anwohnern als Steinbruch genutzt, so dass außer den Veränderungen am Felsen nur wenige Reste erkennbar sind. Einige Felsenburgen wie die Ruine Neuwindstein bieten jedoch ansehnliche Mauerreste. Wenige Felsenburgen wurden in jüngerer Zeit wieder aufgebaut, z. B. die Burg Berwartstein Ende des 19. Jahrhunderts und die Reichsburg Trifels, die in der Zeit des Nationalsozialismus zu einer „nationalen Weihestätte“ ausgebaut werden sollte. In beiden Fällen handelt es sich nicht um eine Rekonstruktion des mittelalterlichen Baubestands, sondern um zeitgenössische Neuschöpfungen.

## Ausgehauene Burg

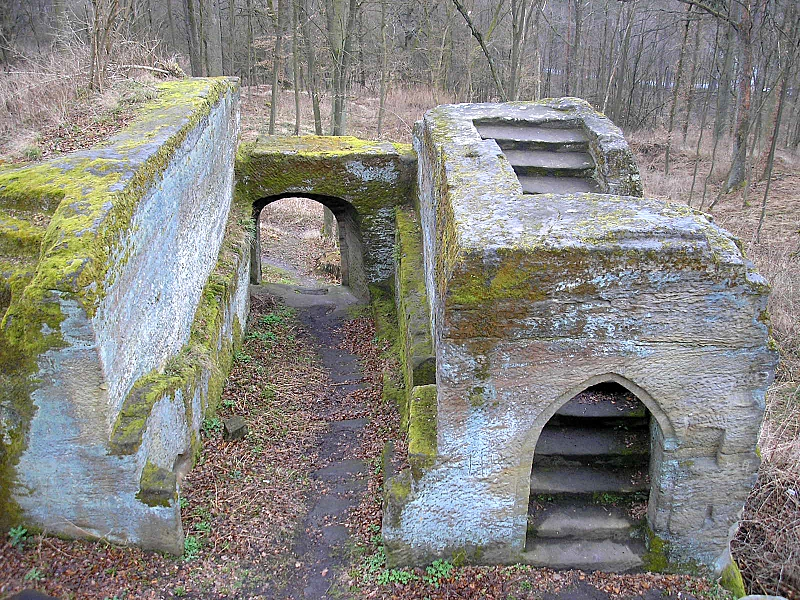
Der vollständig aus dem Sandstein herausgeschlagene Torbau der Burg Rotenhan

Der Burgenforscher Otto Piper verwendete die Bezeichnung ausgehauene Burg für Burganlagen, die über künstlich aus dem Burgfelsen ausgehauene Hohlräume verfügen. Als Beispiele für diesen Bautyp führt er unter anderem Fleckenstein, Trifels und Altwindstein an. In baulicher Hinsicht wird die Verwandtschaft zu den Höhlenburgen hervorgehoben, welche ebenfalls oft durch künstlich ausgehöhlte Räume erweitert wurden.

## Fehlinterpretationen
Die Felsabarbeitungen, Fundamentbänke und Balkenlöcher werden von Laien oft fälschlicherweise für prähistorische oder frühgeschichtliche heidnische Kultstätten gehalten. Um einige Anlagen hat sich in dieser Beziehung ein Tourismus entwickelt, der beträchtliche Schäden an diesen Denkmälern verursacht. Hier sind vor allem die fränkischen Haßberge zu nennen (Burg Lichtenstein). Auch die Nachbarburg Rotenhan und andere werden von zahlreichen Besuchern aus ganz Europa aufgesucht. Eine vormittelalterliche Nutzung als Kult- oder Opferplätze ist in der Regel archäologisch nicht belegt.

## Bedeutende Felsenburgen
In Deutschland:

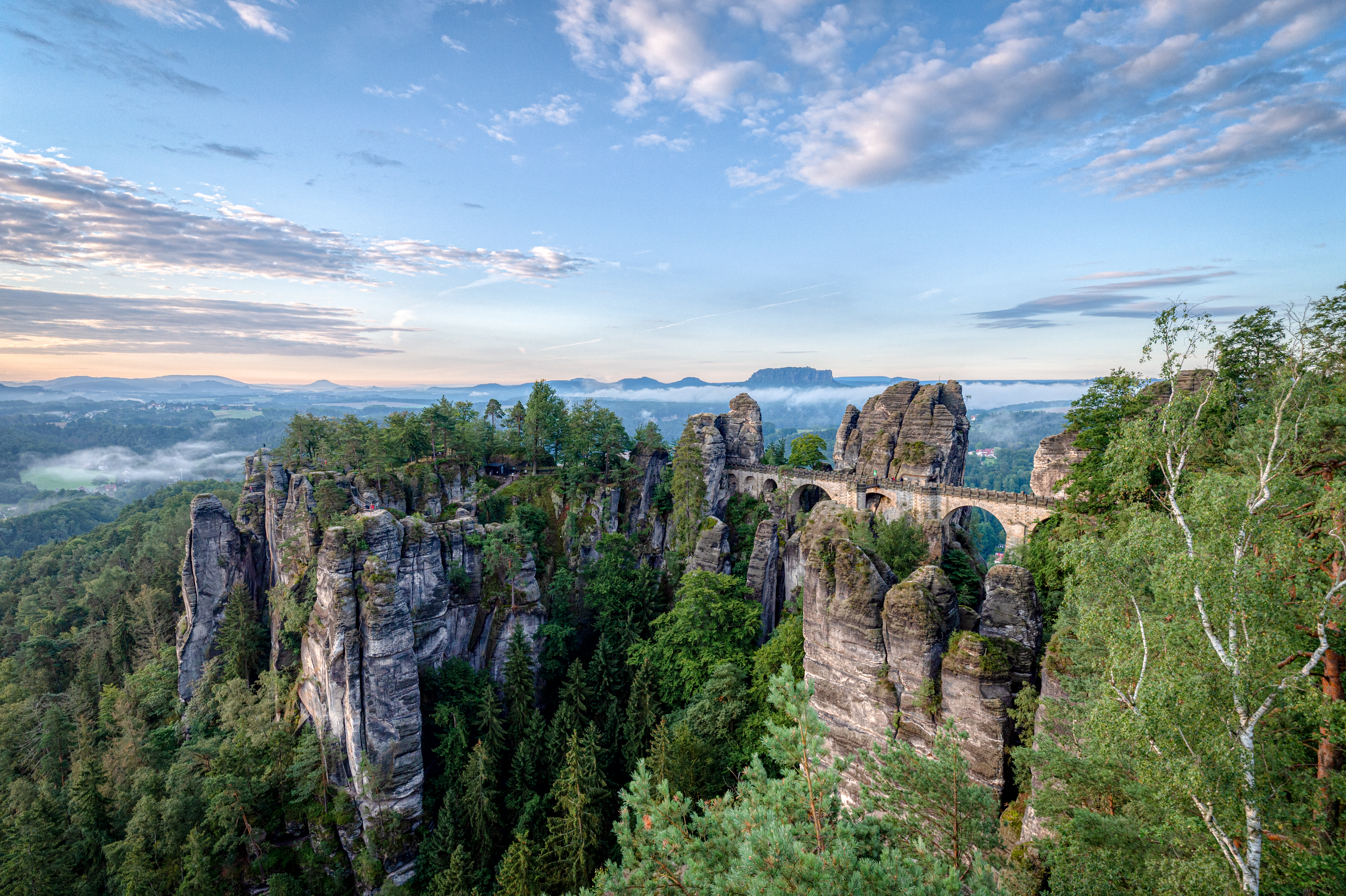
Felsenburg Neurathen, Sächsische Schweiz (Basteibrücke von 1851)

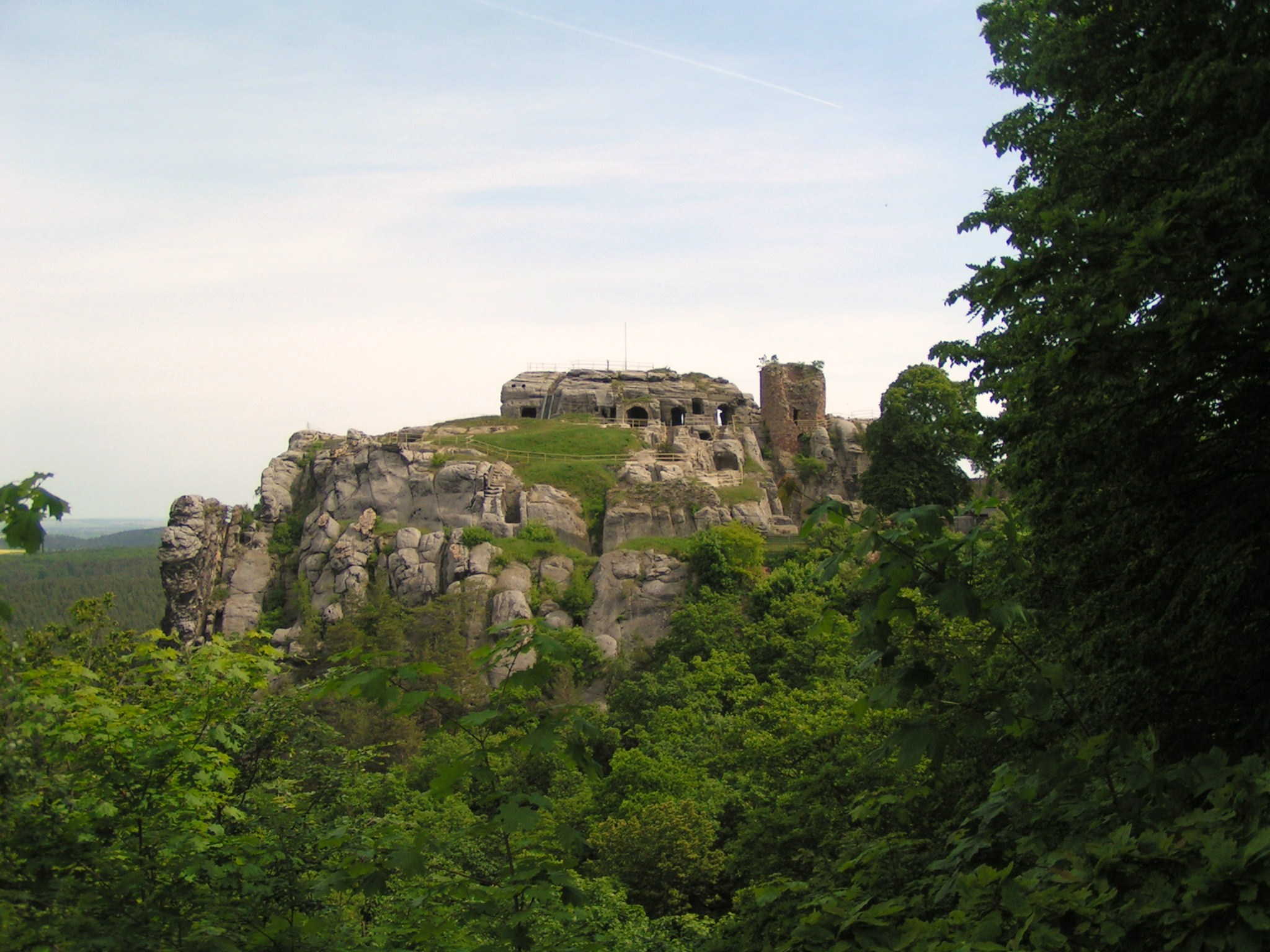
Burg Regenstein, Harzvorland

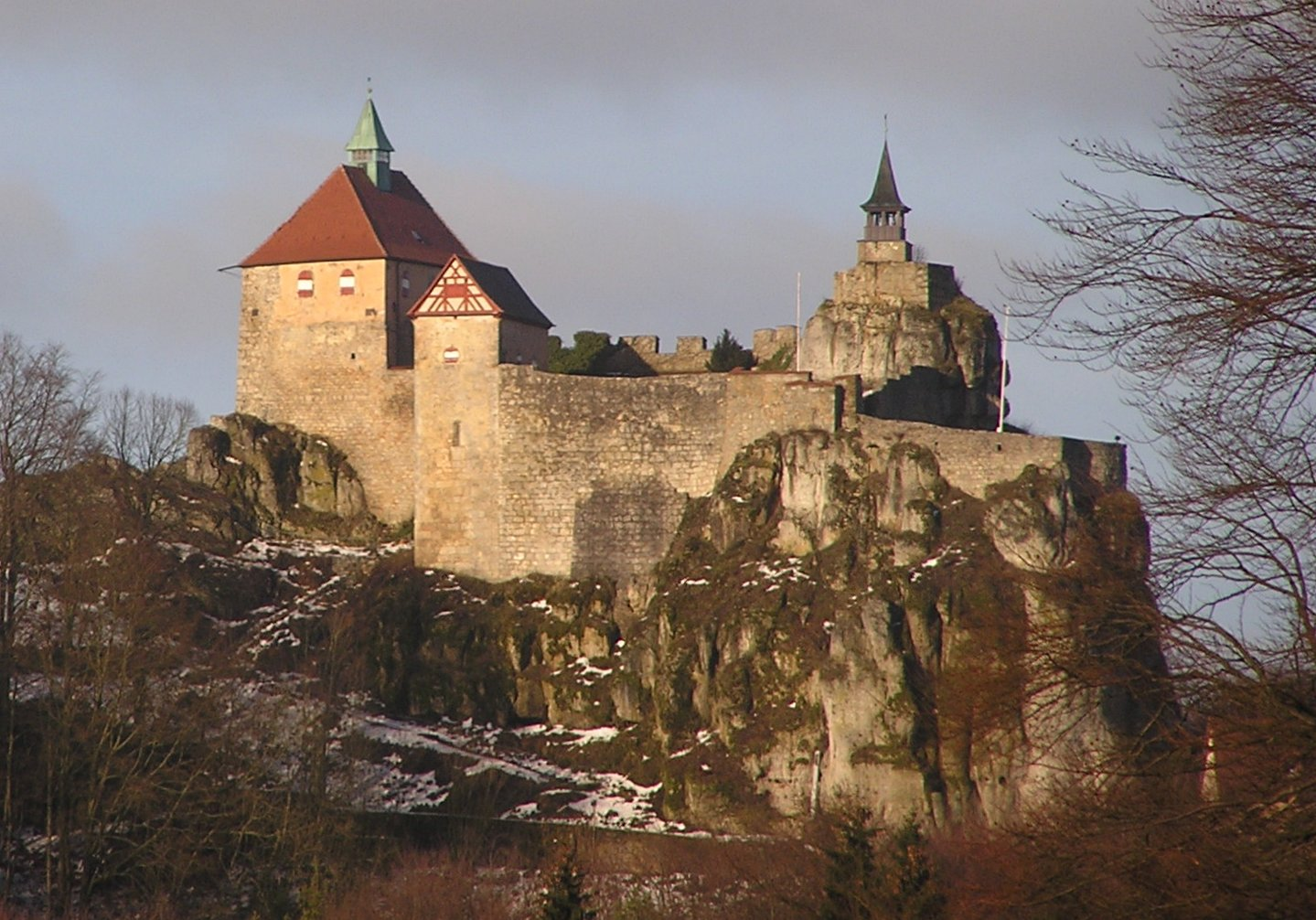
Burg Hohenstein (Mittelfranken)

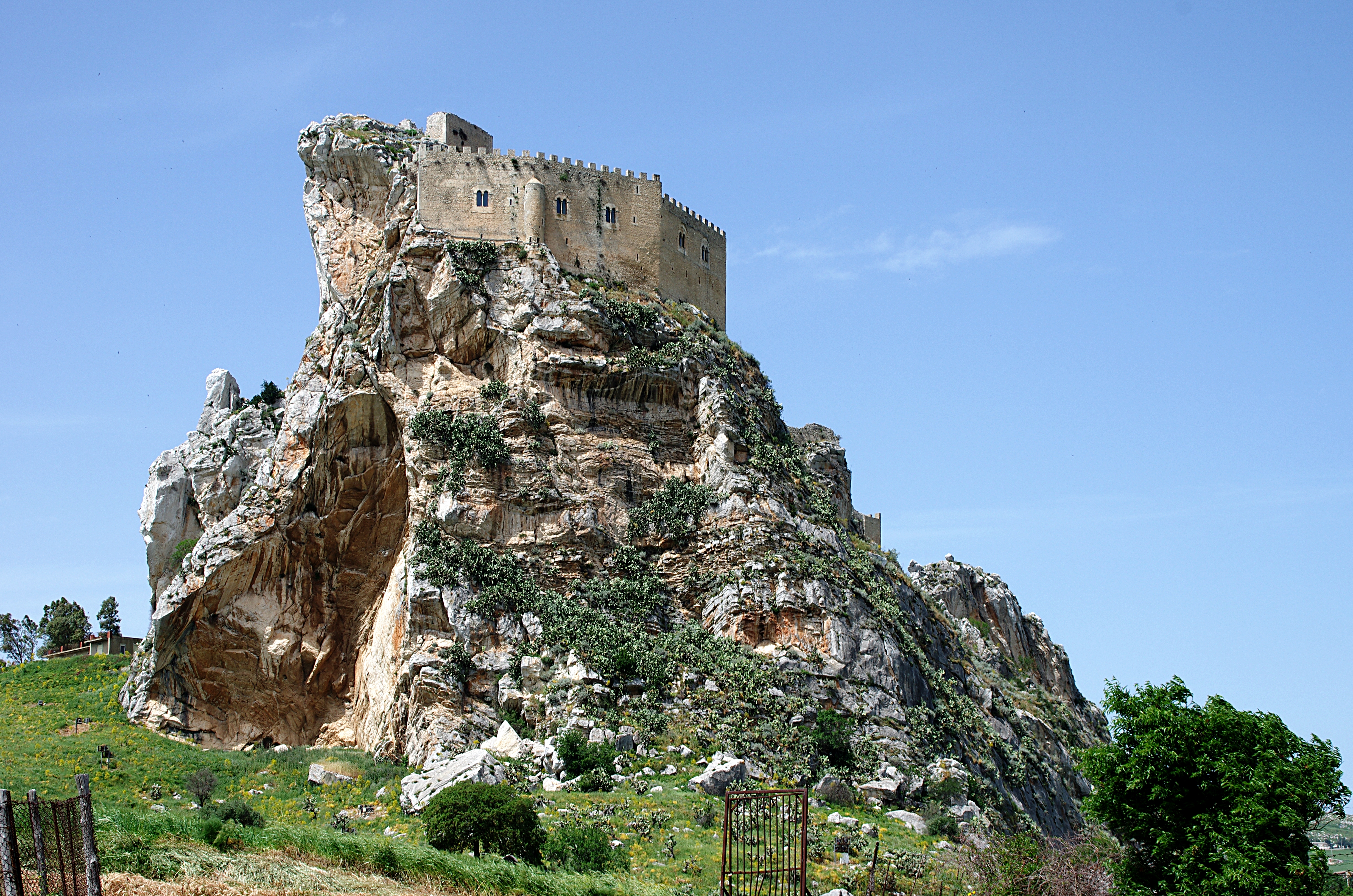
Castello Mussomeli, Sizilien

- Burg Arnstein („Ottendorfer Raubschloss“), Sächsische Schweiz
- Burg Bärnfels, Oberfranken, Bayern
- Burg Blumenstein, Pfälzerwald, Rheinland-Pfalz
- Burg Buchfart, Thüringen
- Dahner Burgengruppe (Burg Altdahn, Burg Grafendahn, Burg Tanstein), Pfälzerwald, Rheinland-Pfalz
- Burg Falkenstein, Sächsische Schweiz
- Burg Falkenstein, Sächsisches Vogtland (mit gefundenen stauferzeitlichen Buckelquader-Steinen, verbaut in einer Mauer beim Schloss)
- Burg Frienstein (Vorderes Raubschloss), Sächsische Schweiz
- Burg Giebichenstein, Sachsen-Anhalt
- Burg Greifenstein auf den Greifensteinen, Sachsen, Erzgebirge
- Burg Hermannstein (Felsen „Großer Hermannstein“ auf dem Berg Kickelhahn), Thüringen
- Burg Hohenstein (Mittelfranken), Bayern
- Burg Hohnstein, Sachsen, Sächsische Schweiz
- Reichsburg Ilsestein, Harz, Sachsen-Anhalt
- Burg Istein mit restaurierter Burgkapelle, Baden-Württemberg
- Reichsburg Kyffhausen (Mittelburg), Thüringen
- Burg Landsberg, Doppelkapelle erhalten, Sachsen-Anhalt
- Burg Lilienstein, Sächsische Schweiz
- Burg Loch, Höhlenburg/Felsenburg mit Bergfried, Bayern
- Felsenburg Neurathen, Sächsische Schweiz
- Burg und Kloster Oybin, Zittauer Gebirge, Sachsen
- Burg Rabenstein (nur die Oberburg), Sachsen
- Burgruine Rechenberg, sächsisches Erzgebirge
- Burg Regenstein, Harzvorland, Sachsen-Anhalt
- Burg Rheingrafenstein, Rheinland-Pfalz
- Burg Scharzfels, Harz, Niedersachsen
- Burg Schöneck, Sachsen, Vogtland
- Burg Schwarzberg (auch Burg Schwarzbach oder „Goßdorfer Raubschloss“), Sächsische Schweiz
- Burg Stein (Oberburg) in Hartenstein, sächsisches Erzgebirge
- Schloss Stein an der Traun in Traunreut, Kombination aus Felsenburg/Höhenburg, Höhlenburg (größte Deutschlands) und einer separaten Unterburg, Bayern
- Burgen in Steinkallenfels, Rheinland-Pfalz
- Burgruine Waischenfeld, Oberfranken, Bayern
- Burg Neuer Wildenstein und Burg Alter Wildenstein, Sächsische Schweiz
- Burg Winterstein („Hinteres Raubschloss“), Sächsische Schweiz

In Österreich:
- Burg Arbesbach, Niederösterreich
- Burg Hochosterwitz, Kärnten
- Burg Rappottenstein, Niederösterreich
- Riegersburg, Steiermark

In Frankreich:
- Dagsburg (Lothringen)
- Burg Fleckenstein, Vogesen
- Burg Neuwindstein, Vogesen
- Burg Quéribus, Pyrenäen
- Burg Peyrepertuse, Pyrenäen

In Italien:
- Festung Kofel (Covolo di Butistone), Venetien
- Castello Mussomeli, Sizilien
- Castello della Pietra, Ligurien

In Tschechien:
- Felsenburg Drábské světničky, Böhmisches Paradies
- Felsenburg Falkenstein, Böhmische Schweiz
- Burg Frýdštejn, Český ráj (Böhmisches Paradies)
- Felsenburg Rotštejn, Böhmisches Paradies
- Felsenburg Valečov, Böhmisches Paradies
- Felsenburg Vranov, Böhmisches Paradies
- Burg Helfenburk, Daubaer Schweiz
- Burg Neudek, Erzgebirge
- Burg Pařez, Böhmisches Paradies
- Felsenburg Sloup, Lausitzer Gebirge (Einsiedelei Bürgstein)
- Felsenburg Šaunštejn (Schaunstein), Böhmische Schweiz
- Felsenburg Staré Hrady, 1 km nordwestlich von Příhrazy (Pschiras),  Böhmisches Paradies
- Burg Střekov (Schreckenstein), Böhmisches Mittelgebirge/Elbtal
- Burg Trosky, Böhmisches Paradies
- Burg Valdštejn (Waldstein), Böhmisches Paradies
- Burg Zbiroh (auch Zbirohy), Böhmisches Paradies
- mehrere Felsenburgen in „Felsenstadt“ Příhrazské skály (Pschiraser Felsen), Böhmisches Paradies

Türkei:
- Rum Kalesi